# Matthieu Delpierre
Matthieu Delpierre (* 26. April 1981 in Nancy) ist ein ehemaliger französischer Fußballspieler und heutiger -trainer. Als Spieler war er in Frankreich, in Deutschland, in den Niederlanden und in Australien aktiv.

## Karriere als Spieler

### Kindheit, Jugend und Anfänge
Matthieu Delpierre wurde in Nancy geboren und wuchs in Nantes auf. Er spielte seit seinem 14. Lebensjahr für den OSC Lille und schied mit dem Klub im Sommer 2002 im UI-Cup gegen den VfB Stuttgart aus. Aufgrund seiner Leistungen wurde die Scouts Herbert Briem und Erwin Hadewicz auf ihn aufmerksam. Nachdem er in der Winterpause der Spielzeit 2003/04 eine Vertragsverlängerung in Lille abgelehnt hatte, wurde er von Trainer Claude Puel in die Reservemannschaft verbannt. In der Folgezeit erhielt er aus Frankreich eine Anfrage vom RC Lens, favorisierte jedoch einen Wechsel ins Ausland. 

### VfB Stuttgart
Am Ende machte der VfB Stuttgart das Rennen um Delpierre. In seiner ersten Saison beim VfB Stuttgart kam er noch nicht regelmäßig zum Einsatz. Erst der zur Saison 2005/06 verpflichtete Trainer Giovanni Trapattoni formte aus dem noch jungen Verteidiger eine feste Größe in der VfB-Abwehr. Trotz eines zu Saisonbeginn erlittenen Bänderrisses absolvierte Delpierre 29 Bundesligaspiele, acht UEFA-Cup-Spiele und zwei Ligapokaleinsätze. In der Saison 2006/07 wurde er zum Stammspieler und wurde mit dem VfB Deutscher Meister. Es war der erste Titelgewinn in Delpierres Karriere. Außerdem stand er mit dem VfB im Finale des DFB-Pokals.
Am 1. Dezember 2009 wurde Delpierre Mannschaftskapitän des VfB Stuttgart. Cheftrainer Bruno Labbadia ernannte am 12. Januar 2012 Serdar Tasci zum neuen Mannschaftskapitän und entsprach damit Delpierres Wunsch, ihn abzulösen.
Nach Ablauf seines Vertrages bei den Stuttgartern wechselte Delpierre zur Saison 2012/13 zur TSG 1899 Hoffenheim und unterschrieb einen Zweijahresvertrag bis zum 30. Juni 2014. Dort wurde er jedoch von Markus Gisdol aussortiert und musste in der umstrittenen „Trainingsgruppe 2“ der TSG trainieren.

### Niederlande und Australien
Am 31. Januar 2014 wechselte Delpierre zum FC Utrecht. Im Juli 2014 verpflichtete ihn der australische Verein Melbourne Victory. Dort beendet er im April 2016 seine Karriere als Profifußballspieler.

### Nationalmannschaft
Delpierre durchlief die französischen Jugendnationalmannschaften bis hin zur U-21. Nachdem er vom französischen Nationaltrainer Raymond Domenech in das Aufgebot der A-Nationalmannschaft für die Spiele gegen Mali und England berufen worden war, stellte er Delpierre am 25. März 2008 im Spiel gegen die A-Nationalmannschaft von Mali von Anfang an auf. Dieses Spiel wird vom französischen Verband jedoch nur als A'-Länderspiel gewertet, das entspricht auf Deutsch einem B-Länderspiel.

## Karriere als Trainer
Von 2020 bis 2022 war er im Jugendbereich seines ehemaligen Vereins VfB Stuttgart als Athletiktrainer tätig. Seither ist er für den VfB als Scout tätig. 2025 schloss er den Lehrgang „Management im Profifußball“ von DFB und DFL ab.

## Erfolge
- Deutscher Meister: 2007
- DFB-Pokal: Endspiel 2007

## Sonstiges
Delpierre lernte Deutsch in der Schule, spricht die Sprache aber erst seit seiner Zeit beim VfB Stuttgart. Er ist mit einer deutschen Frau verheiratet und hat zwei Töchter.